# 1989-es magyar vívóbajnokság
Az 1989-es magyar vívóbajnokság a nyolcvannegyedik magyar bajnokság volt. A férfi tőrbajnokságot május 23-án rendezték meg, a férfi párbajtőrbajnokságot május 19-én, a kardbajnokságot május 20-án, a női tőrbajnokságot május 24-én, a női párbajtőrbajnokságot pedig május 18-án, mindet Budapesten, a Nemzeti Sportcsarnokban.

## Eredmények
| Versenyszám          | Arany                     | Arany | Ezüst                  | Ezüst | Bronz                        | Bronz |
| -------------------- | ------------------------- | ----- | ---------------------- | ----- | ---------------------------- | ----- |
| Férfi tőrvívás       | Érsek Zsolt BVSC          |       | Kiss Róbert Vasas SC   |       | Busa István Csepel SC        |       |
| Férfi párbajtőrvívás | Fábián László BSE         |       | Szőke Attila BVSC      |       | Széles Gábor BVSC            |       |
| Férfi kardvívás      | Szabó Bence Újpesti Dózsa |       | Bujdosó Imre Vasas SC  |       | Péntek Gábor Bp. Honvéd      |       |
| Női tőrvívás         | Mincza Ildikó MTK-VM      |       | Tuschák Katalin MTK-VM |       | Pusztai Ildikó Újpesti Dózsa |       |
| Női párbajtőrvívás   | Szőcs Zsuzsanna MTK-VM    |       | Zalai Sára MTK-VM      |       | Várkonyi Marina MTK-VM       |       |